# 250-es évek
Évszázadok: 2. század – 3. század – 4. század
Évtizedek: 200-as évek – 210-es évek – 220-as évek – 230-as évek – 240-es évek – 250-es évek – 260-as évek – 270-es évek – 280-as évek – 290-es évek – 300-as évek
Évek: 250 251 252 253 254 255 256 257 258 259

## Események
- 235-284: anarchia és polgárháborús időszak a Római Birodalomban.
- 250 körül Honduras, Guatemala és kelet-Mexikó területén virágkorát éli a maja civilizáció.
- 257-ben keresztényüldözés Rómában.
- 259-ben Postumus megszerzi a hatalmat Galliában, Britanniában és Hispániában.

## Híres személyek
- Valerianus római császár